# Prix du Syndicat de la critique
Pour les articles homonymes, voir Prix de la critique.
 (juin 2021).
Si vous disposez d'ouvrages ou d'articles de référence ou si vous connaissez des sites web de qualité traitant du thème abordé ici, merci de compléter l'article en donnant les références utiles à sa vérifiabilité et en les liant à la section « Notes et références ».
Le prix du Syndicat de la critique est décerné par l'Association professionnelle de la critique de théâtre, de musique et de danse, nouveau nom, depuis janvier 2015, du Syndicat professionnel de la critique de théâtre, de musique et de danse.
Depuis 1963, les prix du Syndicat de la critique, décernés au mois de juin de chaque année, distinguent les spectacles et les personnalités artistiques qui ont marqué la saison.

## Catégories

### Théâtre
- Grand prix (meilleur spectacle théâtral de l'année)
- Prix Georges-Lerminier (meilleur spectacle théâtral créé en province)
- Meilleure création d'une pièce en langue française
- Meilleur spectacle étranger
- Prix Laurent-Terzieff (meilleur spectacle présenté dans un théâtre privé)
- Meilleure comédienne
- Meilleur comédien
- Meilleur créateur d'élément scénique (scénographe-décorateur, costumier, créateur de lumière)
- Meilleur compositeur de musique de scène
- Prix Jean-Jacques-Lerrant (révélation théâtrale de l'année)
- Meilleur livre sur le théâtre

### Musique
- Grand prix
- Prix Claude-Rostand (meilleur spectacle lyrique en province)
- Meilleure création musicale
- Personnalité musicale de l'année
- Révélation musicale de l'année
- Meilleur livre sur la musique
- Meilleure diffusion musicale audiovisuelle
- Prix de l'Europe francophone

### Danse
- Grand prix
- Meilleur spectacle étranger (2001-2008)
- Révélation chorégraphique de l'année
- Personnalité chorégraphique de l'année (depuis 2009)
- Meilleur livre sur la danse
- Prix spécial du jury